# 아이카와 유키
아이카와 유키(相川 友希, 1984년 9월 23일 ~ )는 일본의 여성 아이돌 그룹 SDN48의 전 멤버이다. 지바현 출신. 원에이트 프로모션 소속.

## 참가 유닛곡
싱글 CD 참가곡
1. 고독의 러너(孤独なランナー)
2. 사도에 건넌다(佐渡へ渡る) - 언더걸즈 B 명의
3. 사랑, 주세요(愛、チュセヨ)
4. 조르는 샴페인(おねだりシャンパン) - 언더걸즈 A 명의
5. 하고 싶어하는 사람(やりたがり屋さん) - 언더걸즈 팀G 명의
6. 쿠리쿠리(クリクリ) - 언더걸즈 A 명의
7. 끝나지 않는 앵콜(終わらないアンコール)

SDN48 1st Stage 2기생 「유혹의 카터(誘惑のガーター)」공연
1. Never!
2. 유혹의 카터(誘惑のガーター)